# Piotr Greiner
Piotr Greiner (ur. 25 września 1956 w Rudzie) – historyk, doktor habilitowany, dyrektor Archiwum Państwowego w Katowicach.

## Życiorys
Związany z Gliwicami, gdzie ukończył szkołę podstawową i III Liceum Ogólnokształcące im. Wincentego Styczyńskiego. W latach 1975–1979 studiował historię na Uniwersytecie Śląskim w Katowicach, a w 1981 ukończył Podyplomowe Studia Archiwalne na Uniwersytecie Mikołaja Kopernika w Toruniu. Stażysta w Instytucie Historii Uniwersytetu Wrocławskiego (1992/1993). Stypendysta: Deutscher Akademischer Austauschdienst (1993) i Ost- und Südosteuropa Institut in Wien (1995). Promowany na Uniwersytecie Śląskim w 1990 na stopień doktora nauk humanistycznych i w 2012 na doktora habilitowanego.
Początkowo prowadził badania nad dziejami politycznymi województwa śląskiego w latach 1922–1939, w tym szczególnie nad historią ruchu młodzieżowego oraz mniejszości narodowych, głównie niemieckiej i w mniejszym stopniu żydowskiej. Od wielu lat jednak skoncentrował swoją uwagę badawczą na problematyce geografii historycznej Śląska w okresie XVI–XX wieku, historii kartografii Górnego Śląska, w tym szczególnie kartografii urzędowej z okresu XVIII–XIX wieku oraz biografistyce laureatów Nagrody Nobla urodzonych na Śląsku i archiwoznawstwie.
Zawodowo związany z Archiwum Państwowym w Katowicach i Uniwersytetem Śląskim w Katowicach. W latach 1979–1983 pracował jako archiwista w katowickim Archiwum. W latach 1983–2012 pracownik naukowy Instytutu Historii Uniwersytetu Śląskiego. Od 2006 roku dyrektor Archiwum Państwowego w Katowicach.
Redaktor wydawnictw Archiwum Państwowego w Katowicach: serii wydawniczej „Archivum Silesiae Superioris” i czasopisma (parametryzowanego) „Szkice Archiwalno-Historyczne”. Działacz Stowarzyszenia Archiwistów Polskich i Polskiego Towarzystwa Historycznego. Członek Rad Naukowych muzeów w Tychach i Rudzie Śląskiej, do 2016 członek Kapituły Nagrody im. ks. Augustina Weltzla „Górnośląski Tacyt”. Członek Rady Archiwalnej przy Naczelnym Dyrektorze Archiwów Państwowych (2009–2012) i Rady Komisji Geografii Historycznej Polskiej Akademii Nauk.
Odznaczony: Srebrnym Krzyżem Zasługi RP (1997) i Krzyżem Kawalerskim Orderu Odrodzenia Polski (2013) oraz Honorową Nagrodą „Róży Lutra” (2007).

## Publikacje
- Greiner P.: Słownik organizacji młodzieżowych w województwie śląskim w latach 1922–1939. Katowice 1993[9], ISSN 1230-0470
- Greiner P.: Polski ruch młodzieżowy w województwie śląskim w latach 1922–1939. Wrocław 1993, ISBN 978-83-85417-07-1
- Greiner P., Kaczmarek R.: Leksykon organizacji niemieckich w województwie śląskim w latach 1922–1939. Katowice 1993, ISBN 83-900814-3-1
- Greiner P.: Kartografia górnicza na Śląsku od XVI do pierwszej połowy XIX wieku. Zarys historyczny, katalog map, bibliografia. Wrocław 1997, ISBN 83-907247-2-3, ISBN 978-83-907247-2-0
- Greiner P.: Nobliści z Górnego Śląska. Wrocław 1999, ISBN 83-911532-1-5
- Greiner P.: Plany i weduty miast Górnego Śląska do końca XVIII wieku. Część I: Plany miast. Katowice 2000, ISBN 83-7164-254-7, ISBN 978-83-7164-254-8
- Greiner P.: Bractwo dla mapy. Ratujmy pomnikowe dzieło kartografii śląskiej, zabytkową mapę gospodarczą Andreasa Hindenberga z 1636 roku. Pszczyna 2000, ISBN 978-83-913619-2-4
- Greiner P., Gronkowska E., Kaczmarek R., Miroszewski K.: Szkolny słownik historii Polski. Katowice 2000, ISBN 83-7183-177-3, ISBN 83-7183-064-5
- Greiner P., Kaczmarek R., Miroszewski K., Paździora M.: Szkolny słownik historii powszechnej. Katowice 2001, ISBN 83-7183-198-6, ISBN 83-7183-064-5
- Greiner P., Kaczmarek R.: Leksykon mniejszości niemieckiej w województwie śląskim w latach 1922–1939. Zarys dziejów, organizacje, działacze. Katowice 2002 ISBN 83-7164-360-8
- Greiner P.: Nobliści ze Śląska. Gliwice-Opole 2005, ISBN 83-920550-5-5
- Greiner P., Gwóźdź K.: Tarnowskie Góry na dawnych planach (do 1945). Tarnowskie Góry 2005, ISBN 83-920958-1-2
- Greiner P., Złoty A.: Ruda Śląska w dawnej kartografii. Katowice 2006, ISBN 83-60367-24-8, ISBN 978-83-60367-24-7, ISBN 978-83-911859-9-5
- Greiner P., Mączka M.: Źródła kartograficzne do dziejów Mikołowa (do 1945 roku). Mikołów 2007, ISBN 83-902091-5-2, ISBN 978-83-902091-5-9
- Zespoły akt do dziejów powstań śląskich i plebiscytu na Górnym Śląsku z lat 1918–1950 w zasobie Archiwum Państwowego w Katowicach. Oprac. E. Długajczyk, P. Greiner, S. Krupa. Katowice 2011, ISBN 978-83-925863-7-1, ISBN 978-83-62421-15-2
- Greiner P.: Historia gospodarcza Górnego Śląska (XVI–XX wiek). [W:] Historia Górnego Śląska. Polityka, gospodarka i kultura europejskiego regionu. Red. J. Bahlcke, D. Gwarecki, R. Kaczmarek. Gliwice 2011, ISBN 978-83-60470-41-1, ISBN 978-83-60353-99-8, ISBN 978-83-932012-1-1.
- Banduch R., Greiner P.: Katalog map zespołu Kurator Państwowych Pól Górniczych przy Ministrze Górnictwa w Katowicach [1823] 1945-1953. Katowice 2015, ISBN 978-83-63031-28-2, ISBN 978-83-64806-50-6
- Greiner P.: Die Entwicklung der Wirtschaft vom 16. bis zum 20 Jahrhundert. [W:] Geschichte Oberschlesiens. Politik, Wirtschaft und Kultur von den Anfängen bis zur Gegenwart. Red. J. Bahlcke, D. Gawrecki, R. Kaczmarek. Oldenburg 2015, ISBN 978-3-11-044182-6